# Табанидоз
Табанидоз (Tabanidosis) — энтомоз, вызванный укусами слепней, характеризующейся кожными проявлениями.
Слепни (Tabanidae) — кровососущие двукрылые насекомые, при укусах могут являться переносчиками опасных заболеваний: сибирской язвы, туляремии,  трипаносомозов, филяриозов (лоаоза), полиомиелита, а также болезней крупного рогатого скота, верблюдов, и лошадей. 
Кусают только самки, для которых кровь является источником пищи, необходимой для созревания яиц (см. Гонотрофический цикл). За один раз она способна выпить до 200 миллиграммов крови. Встречаются вблизи водоемов, поскольку их личинки развиваются в воде. Нападают днём. Некоторые виды предпочитают солнечную погоду, другие — пасмурную. Замечают цель с расстояния 50—100 м.
Укусы слепней очень болезненны, на месте укуса появляется отёк, вызванный слюной слепня. На месте укуса происходит развитие местной реакции: появляется покраснение, начинается жжение, образуется опухоль. Иногда повышается температура тела и появляется отёк лимфатических узлов. В место укола выделяется слюна с антикоагулянтами и токсинами. При множественных укусах развивается аллергическая реакция.